# Parasassafras confertiflora
Parasassafras confertiflora är en lagerväxtart som först beskrevs av Meisner, och fick sitt nu gällande namn av David Geoffrey Long. Parasassafras confertiflora ingår i släktet Parasassafras och familjen lagerväxter. Inga underarter finns listade i Catalogue of Life.